# Rodrigo Santoro
Rodrigo Junqueira dos Reis Santoro (* 22. srpna 1975, Petrópolis) je brazilský herec. Proslavil se rolí krále Xerxe ve filmu 300: Bitva u Thermopyl, Paula v seriálu Ztraceni, Hectora Escatona v seriálu Westworld, milence Karla ve vánoční romantické komedii Láska nebeská, Raúla Castra v životopisném filmu Che Guevara, Jimmyho v černé komedii I Love You Phillip Morris. Hlavní role získal v brazilských filmech Bicho de Sete Cabeças (2000) či Vzpoura ve věznici Carandiru (2003). Namluvil též postavičku Tulia v animovaných snímcích Rio a Rio 2 a ztvárnil Ježíše v adaptaci románu Ben Hur z roku 2016. S jeho pojetím vyjádřil spokojenost i papež František.